# Pasquale Parodi
Pasquale Parodi (Novi Ligure, 11 aprile 1909 – Orbassano, 14 novembre 1976) è stato un allenatore di calcio e calciatore italiano, di ruolo centrocampista.

## Carriera

### Giocatore
Mediano, dopo gli esordi col Derthona, passò all'Ambrosiana, con cui debuttò in Serie A nel corso della stagione 1930-1931. Giocò in massima serie anche con le maglie di Bari e Alessandria, squadra con la quale passò la maggior parte della sua carriera e con cui raggiunse la finale della Coppa Italia 1935-1936.
Vanta complessivamente 58 presenze e 2 reti in Serie A.

### Allenatore
Allenò l'Alessandria nel campionato di Serie B 1941-42; nel dopoguerra seguì l'Ilva, squadra dilettantistica di Novi Ligure.